# Геноцидна різанина
Геноцидна різанина термін був введений Лео Купером (1908–1994) для опису інцидентів, які мають геноцидний компонент, але вчинені в менших масштабах порівняно з геноцидами, такими як геноцид у Руанді. Інші, такі як Роберт Мелсон, який також проводить подібну диференціацію, класифікують масові вбивства геноциду як «частковий геноцид».
У своїй книзі «Кров і ґрунт» Бен Кірнан стверджує, що імперська влада часто вчиняла геноцидні масові вбивства, щоб контролювати складні меншини в межах своїх імперій. Як приклад він описує дії двох римських легіонів, які були відправлені до Єгипту в 68 році нашої ери, щоб придушити євреїв, які бунтували в Олександрії на підтримку євреїв, які брали участь у Першій єврейсько-римській війні. Римський намісник Тиберій Юлій Олександр наказав двом легіонам вбити жителів єврейського кварталу, що й було виконано чітко, не щадячи нікого незалежно від віку чи статі. Різанина закінчилася після того, як було вбито близько 50 000 людей, коли Олександр, прислухаючись до благань деяких, які ще не були вбиті, пожалів їх і наказав припинити вбивства.
Кірнан наголошує, що, на його думку, вбивства, як і геноцид, не повинні бути організовані державою. На підтримку своєї точки зору він описує кілька інцидентів:
- Різанина в Печері Френсіс усіх жителів острова Ейгг, здійснена членами клану Маклеод під час набігу з острова Скай у 1577 році, і рейд у відповідь наступного року, коли члени клану МакДональд спалили громаду Маклеодів до смерті в церкві Трампан, за якою майже відразу послідувала битва за Псуючу дамбу[4].
- 27 лютого 2002 року суперечка в потязі індуїстських паломників (повертаючись з Айодх’ї) з продавцями на платформі, де він зупинився, призвела до випадкової пожежі, в результаті якої загинуло 59 осіб (9 чоловіків, 25 жінок, 25 дітей). Наступного дня та протягом наступних двох днів заворушення в Гуджараті спричинили загибель 790 мусульман і 254 індуїстів.

Кірнан стверджує, що деякі геноцидні масові вбивства здійснюються проти груп, які не підпадають під дію Конвенції про геноцид (наприклад, є членами політичної партії чи соціального класу), але що вони охоплюються місцевими законами та міжнародними договорами, які криміналізують злочини проти людства. Однак він визнає, що масові вбивства груп, які не є учасниками Конвенції про геноцид, і де наміри злочинців не мали конкретного наміру вчинити геноцид, є сірою зоною.

## Визначення
Це список наукових визначень різанини геноциду, фрази, введеної Лео Купером.
Купер стверджував, що важливо зберегти основну концепцію геноцидного вбивства, що не корисно створювати абсолютно нові визначення, якщо існує міжнародно визнане визначення та Конвенція про геноцид, які можуть стати основою для ефективних дій,.. він стверджував, що в основному всі масові вбивства є геноцидом, але в той же час можна додати слово «різанина», щоб передати більш обмежений діапазон масових убивств.— Дженніфер Балінт та Ізраїль Чарні.
| Дата     | Автор         | Визначення |
| -------- | ------------- | --- |
| 1982 рік | Лео Купер     | масові вбивства геноциду, що характерно виражається у знищенні частини групи — чоловіків, жінок і дітей, як, наприклад, у знищенні цілих сіл.                                                                        |
| 1994 рік | Ізраїль Чарні | Масове вбивство за визначенням ... у загальному визначенні геноциду, але в якому масове вбивство має менший масштаб, тобто вбивають меншу кількість людей.                                                           |
| 2007 рік | Бен Кірнан    | Ця сьома категорія, не визначена в Конвенції 1948 року, включає коротші, обмежені епізоди вбивств, спрямованих проти конкретної місцевої чи регіональної громади, націленої через її приналежність до більшої групи. |